# Terepeltopes dolichorhunia
Terepeltopes dolichorhunia is een vlokreeftensoort uit de familie van de Cyproideidae. De wetenschappelijke naam van de soort is voor het eerst geldig gepubliceerd in 1983 door Hirayama.